# Félix Potvin
Pour les articles homonymes, voir Potvin.
Félix Potvin (né le 23 juin 1971 à Anjou, Québec au Canada) est un joueur professionnel canadien de hockey sur glace. Il a été l’entraîneur chef des Cantonniers de Magog dans le hockey midget AAA au Québec jusqu'en 2021 .

## Carrière

### Junior
De 1988 à 1991, Potvin joue avec les Saguenéens de Chicoutimi dans la Ligue de hockey junior majeur du Québec (LHJMQ). À l'issue de la saison 1990-1991, où il bat un record de franchise avec 7 blanchissages en une saison, il remporte le trophée Guy-Lafleur du meilleur joueur des séries ainsi que le trophée Jacques-Plante du meilleur gardien de la saison. Il est également nommé meilleur gardien de l'année (trophée Hap-Emms) par la Ligue canadienne de hockey qui regroupe trois ligues dont la LHJMQ.

### Professionnelle
Lors du repêchage d'entrée dans la LNH 1990, il est choisi par les Maple Leafs de Toronto en 31e position au cours de la 2e ronde. Il fait ses débuts professionnels en 1991, avec l'équipe affiliée aux Maple Leafs, les Maple Leafs de Saint-Jean en Ligue américaine de hockey. Il joue 35 matchs et reçoit le trophée Dudley-« Red »-Garrett du meilleur débutant, le trophée Aldege-« Baz »-Bastien du meilleur gardien de la saison et est sélectionné dans la première équipe lors du Match des étoiles de la LAH. Au cours de cette saison, il fait également ses débuts dans la Ligue nationale de hockey en étant rappelé à quatre reprises avec Toronto.
Au cours de la saison 1991-1992, il partage le filet de Toronto avec Grant Fuhr. Ses bonnes prestations (il terminera la saison avec 48 matchs joués et la plus petite moyenne de buts encaissé de la ligue) poussent l'entraîneur à le choisir comme gardien numéro un et Fuhr est échangé aux Sabres de Buffalo en cours de saison. Il emmène son équipe en séries éliminatoires de la coupe Stanley jusqu'à la finale d'association où ils s'arrêtent, battus par les Kings de Los Angeles de Wayne Gretzky.
Grâce à de nouvelles bonnes performances en 1993-1994, il est invité au Match des étoiles. Au cours des séries éliminatoires, il enregistre trois blanchissages lors du 1er tour contre les Blackhawks de Chicago, permettant à chaque fois à son équipe de gagner sur la plus petite des marges, 1-0. Il devient également le premier gardien des Maple Leafs à stopper un tir de pénalité en série face à Patrick Poulin. L'équipe parvient une nouvelle fois en finale d'association où elle est à nouveau battue, cette fois-ci par les Canucks de Vancouver. 
En 1996, il joue son deuxième Match des étoiles. Pour la saison 1998-1999, les Maple Leafs engagent un nouveau gardien, Curtis Joseph puis, alors qu'il n'a joué que cinq matchs en raison d'une blessure au genou, échangent Potvin contre le défenseur Bryan Berard aux Islanders de New York. 
En 1999-2000, il est à nouveau échangé avec des choix de repêchage de 2e et 3e ronde contre Kevin Weekes, Dave Scatchard et Bill Muckalt et rejoint les Canucks de Vancouver. La saison suivante, alors que les Canucks ont décidé de l'envoyer en ligue mineure, il est échangé aux Kings de Los Angeles. Il s'impose dans sa nouvelle équipe, gardant en 23 match un pourcentage d'arrêts de 91,9 % et une moyenne de buts encaissés de seulement 1,96 but par match. Il devient le gardien titulaire pour les séries où il enregistre deux blanchissages contre les futurs vainqueurs de la coupe Stanley, l'Avalanche du Colorado.
En septembre 2003, Potvin signe un contrat d'un an avec les Bruins de Boston pour seconder Andrew Raycroft, vainqueur l'année précédente du trophée Calder.
Comme d'autres gardiens vétérans tels Ron Tugnutt, Steve Shields ou Byron Dafoe, Potvin ne reçoit aucune offre de franchise de la LNH l'année suivant le lock-out.
Le 17 août 2005, Leonid Vaisfeld, le directeur général de l'équipe russe Lada Togliatti évoluant en Championnat de Russie de hockey sur glace (Superliga) annonce qu'il est en pourparlers avec Potvin pour la saison à venir. La transaction ne se fait finalement pas et Potvin prend sa retraite sportive.

## Statistiques
| Année      | Équipe                    | Compétition |     | Saison régulière | Saison régulière | Saison régulière | Saison régulière | Saison régulière | Saison régulière | Saison régulière | Saison régulière | Saison régulière | Saison régulière |    | Séries éliminatoires | Séries éliminatoires | Séries éliminatoires | Séries éliminatoires | Séries éliminatoires | Séries éliminatoires | Séries éliminatoires | Séries éliminatoires | Séries éliminatoires |
| Année      | Équipe                    | Compétition | PJ  | V                | D                | Pr/N             | Min              | BC               | Moy              | % Arr            | Bl               | Pun              | PJ               | V  | D                    | Min                  | BC                   | Moy                  | % Arr                | Bl                   | Pun                  |                      |                      |
| 1988-1989  | Saguenéens de Chicoutimi  | LHJMQ       | 65  |                  |                  |                  |                  | 271              | 4,66             |                  | 2                |                  | -                | -  | -                    | -                    | -                    | -                    | -                    | -                    | -                    |                      |                      |
| 1989-1990  | Saguenéens de Chicoutimi  | LHJMQ       | 62  |                  |                  |                  |                  | 231              | 3,99             |                  | 2                |                  | 7                | 3  | 4                    | 437                  | 29                   | 3,98                 | 88                   | 0                    | 0                    |                      |                      |
| 1990-1991  | Saguenéens de Chicoutimi  | LHJMQ       | 54  | 33               | 15               | 4                | 1473             | 145              | 2,70             | 91,0 %           | 6                |                  | 16               | 11 | 4                    | 992                  | 46                   | 2,78                 | 90,1                 | 0                    | 18                   |                      |                      |
| 1991-1992  | Maple Leafs de Saint-Jean | LAH         | 35  | 18               | 10               | 6                | 996              | 101              | 2,93             | 90,8 %           | 2                |                  | 11               | 7  | 4                    | 642                  | 41                   | 3,83                 |                      | 0                    |                      |                      |                      |
| 1991-1992  | Maple Leafs de Toronto    | LNH         | 4   | 0                | 2                | 1                | 112              | 8                | 2,29             | 93,3 %           | 0                |                  | -                | -  | -                    | -                    | -                    | -                    | -                    | -                    | -                    |                      |                      |
| 1992-1993  | Maple Leafs de Saint-Jean | LAH         | 5   | 3                | 0                | 2                | 152              | 18               | 3,50             | 89,4 %           | 0                |                  | -                | -  | -                    | -                    | -                    | -                    | -                    | -                    | -                    |                      |                      |
| 1992-1993  | Maple Leafs de Toronto    | LNH         | 48  | 25               | 15               | 7                | 1170             | 116              | 2,50             | 91,0 %           | 2                |                  | 21               | 11 | 10                   | 1308                 | 62                   | 2,84                 | 90,3                 | 1                    | 6                    |                      |                      |
| 1993-1994  | Maple Leafs de Toronto    | LNH         | 66  | 34               | 22               | 9                | 1823             | 187              | 2,89             | 90,7 %           | 3                |                  | 18               | 9  | 9                    | 1124                 | 46                   | 2,46                 | 91,2                 | 3                    | 4                    |                      |                      |
| 1994-1995  | Maple Leafs de Toronto    | LNH         | 36  | 15               | 13               | 7                | 1016             | 104              | 2,91             | 90,7 %           | 0                |                  | 7                | 3  | 4                    | 424                  | 20                   | 2,83                 | 92,1                 | 1                    | 0                    |                      |                      |
| 1995-1996  | Maple Leafs de Toronto    | LNH         | 69  | 30               | 26               | 11               | 1943             | 2,87             | 91,0 %           | 2                |                  | 6                | 2                | 4  | 350                  | 19                   | 3,27                 | 90,4                 | 0                    | 2                    |                      |                      |                      |
| 1996-1997  | Maple Leafs de Toronto    | LNH         | 74  | 27               | 36               | 7                | 2214             | 224              | 3,15             | 90,8 %           | 0                |                  | -                | -  | -                    | -                    | -                    | -                    | -                    | -                    | -                    |                      |                      |
| 1997-1998  | Maple Leafs de Toronto    | LNH         | 67  | 26               | 33               | 7                | 1882             | 176              | 2,73             | 90,6 %           | 5                |                  | -                | -  | -                    | -                    | -                    | -                    | -                    | -                    | -                    |                      |                      |
| 1998-1999  | Maple Leafs de Toronto    | LNH         | 5   | 3                | 2                | 0                | 123              | 19               | 3,81             | 86,6 %           | 0                |                  | -                | -  | -                    | -                    | -                    | -                    | -                    | -                    | -                    |                      |                      |
| 1998-1999  | Islanders de New York     | LNH         | 11  | 2                | 7                | 1                | 308              | 37               | 3,66             | 89,3 %           | 0                |                  | -                | -  | -                    | -                    | -                    | -                    | -                    | -                    | -                    |                      |                      |
| 1999-2000  | Islanders de New York     | LNH         | 22  | 5                | 14               | 3                | 564              | 68               | 3,21             | 89,2 %           | 1                |                  | -                | -  | -                    | -                    | -                    | -                    | -                    | -                    | -                    |                      |                      |
| 1999-2000  | Canucks de Vancouver      | LNH         | 34  | 12               | 13               | 7                | 821              | 85               | 2,59             | 90,6 %           | 0                |                  | -                | -  | -                    | -                    | -                    | -                    | -                    | -                    | -                    |                      |                      |
| 2000-2001  | Canucks de Vancouver      | LNH         | 35  | 14               | 17               | 3                | 811              | 103              | 8,07             | 88,7 %           | 1                |                  | -                | -  | -                    | -                    | -                    | -                    | -                    | -                    | -                    |                      |                      |
| 2000-2001  | Kings de Los Angeles      | LNH         | 23  | 13               | 5                | 5                | 525              | 46               | 1,96             | 91,9 %           | 5                |                  | 13               | 7  | 6                    | 812                  | 33                   | 2,44                 | 90,2                 | 2                    | 4                    |                      |                      |
| 2001-2002  | Kings de Los Angeles      | LNH         | 71  | 31               | 27               | 8                | 1686             | 157              | 2,31             | 90,7 %           | 6                |                  | 7                | 3  | 4                    | 417                  | 15                   | 2,16                 | 92,5                 | 1                    | 0                    |                      |                      |
| 2002-2003  | Kings de Los Angeles      | LNH         | 42  | 17               | 20               | 3                | 882              | 105              | 2,66             | 89,4 %           | 3                |                  | -                | -  | -                    | -                    | -                    | -                    | -                    | -                    | -                    |                      |                      |
| 2003-2004  | Bruins de Boston          | LNH         | 28  | 12               | 8                | 6                | 623              | 67               | 2,50             | 90,3 %           | 4                |                  | -                | -  | -                    | -                    | -                    | -                    | -                    | -                    | -                    |                      |                      |
| Totaux LNH | Totaux LNH                | Totaux LNH  | 635 | 266              | 260              | 85               | 36 765           | 1 694            | 2,76             | 90,5             | 32               | 82               | 72               | 35 | 37                   | 4435                 | 195                  | 2,64                 | 91                   | 8                    | 16                   |                      |                      |

### Honneurs et récompenses
- Ligue de hockey junior majeur du Québec
  - 1990-1991 : trophée Jacques-Plante
  - 1990-1991 : trophée Guy-Lafleur
- Ligue canadienne de hockey
  - 1990-1991 : trophée Hap-Emms
- Ligue américaine de hockey
  - 1991-1992 : trophée Dudley-« Red »-Garret
  - 1991-1992 : trophée Aldège-« Baz »-Bastien
- Ligue nationale de hockey
  - 1992-1993 : équipe des débutants de la LNH
  - 1993-1994 : équipe d'étoiles
  - 1995-1996 : équipe d'étoiles